# Чемпионат мира по лёгкой атлетике 1987 — бег на 100 метров (мужчины)
Соревнования мужчин в беге на 100 метров на чемпионате мира 1987 года в Риме прошли 29 и 30 августа на Олимпийском стадионе. В соревнованиях приняли участие 56 легкоатлетов.
Действующим чемпионом мира 1983 года был американец Карл Льюис.
В финальном забеге победил 25-летний канадец Бен Джонсон с результатом 9,83 сек. Это было сразу на 0,10 сек быстрее мирового рекорда. Вторым пришёл Карл Льюис, повторивший действующий на тот момент мировой рекорд Кэлвина Смита. Третьим стал Рэй Стюарт из Ямайки — 10,08 сек, четвёртым пересёк финишную черту Линфорд Кристи из Великобритании.
В 1988 году на Олимпиаде в Сеуле Бен Джонсон попался на применении допинга, и был дисквалифицирован на 3 года, а в 1989 году, после судебного разбирательства, он был лишён звания чемпиона мира, и остальных регалий.
Таким образом, результаты этого финального забега были пересмотрены — чемпионом мира стал Карл Льюис, серебряным призёром — Рэй Стюарт, бронзовым — Линфорд Кристи.

## Медалисты
| Золото  | Карл Льюис (USA)     |
| Серебро | Рэй Стюарт (JAM)     |
| Бронза  | Линфорд Кристи (GBR) |

## Результаты

### Финал
30 августа 1987 года. Ветер +1,0 м/с
| Место | Имя                  | Страна         | Время | Прим. |
| ----- | -------------------- | -------------- | ----- | ----- |
| 1     | Карл Льюис           | США            | 9,93  | =WR   |
| 2     | Рэй Стюарт           | Ямайка         | 10,08 |       |
| 3     | Линфорд Кристи       | Великобритания | 10,14 |       |
| 4     | Аттила Ковач         | Венгрия        | 10,20 |       |
| 5     | Виктор Брызгин       | СССР           | 10,25 |       |
| 6     | Ли Макрей            | США            | 10,04 |       |
| 7     | Пьерфранческо Павони | Италия         | 10,06 |       |
| DSQ   | Бен Джонсон          | Канада         | 9,83  |       |